# Aéroport de Kribi
Pour les articles homonymes, voir KBI.
L’aéroport de Kribi (code IATA : KBI • code OACI : FKKB) est situé dans la région du Sud du Cameroun. Construit en 1998, il n'avait toujours pas été utilisé en 2011 et est aujourd'hui abandonné.